# Hájek (Úmonín)
Hájek (německy Hajek) je malá vesnice, část obce Úmonín v okrese Kutná Hora. Nachází se asi dva kilometry severovýchodně od Úmonína. Hájek leží v katastrálním území Úmonín o výměře 4,49 km².

## Historie
První písemná zmínka o vesnici pochází z roku 1787.

## Fotogalerie

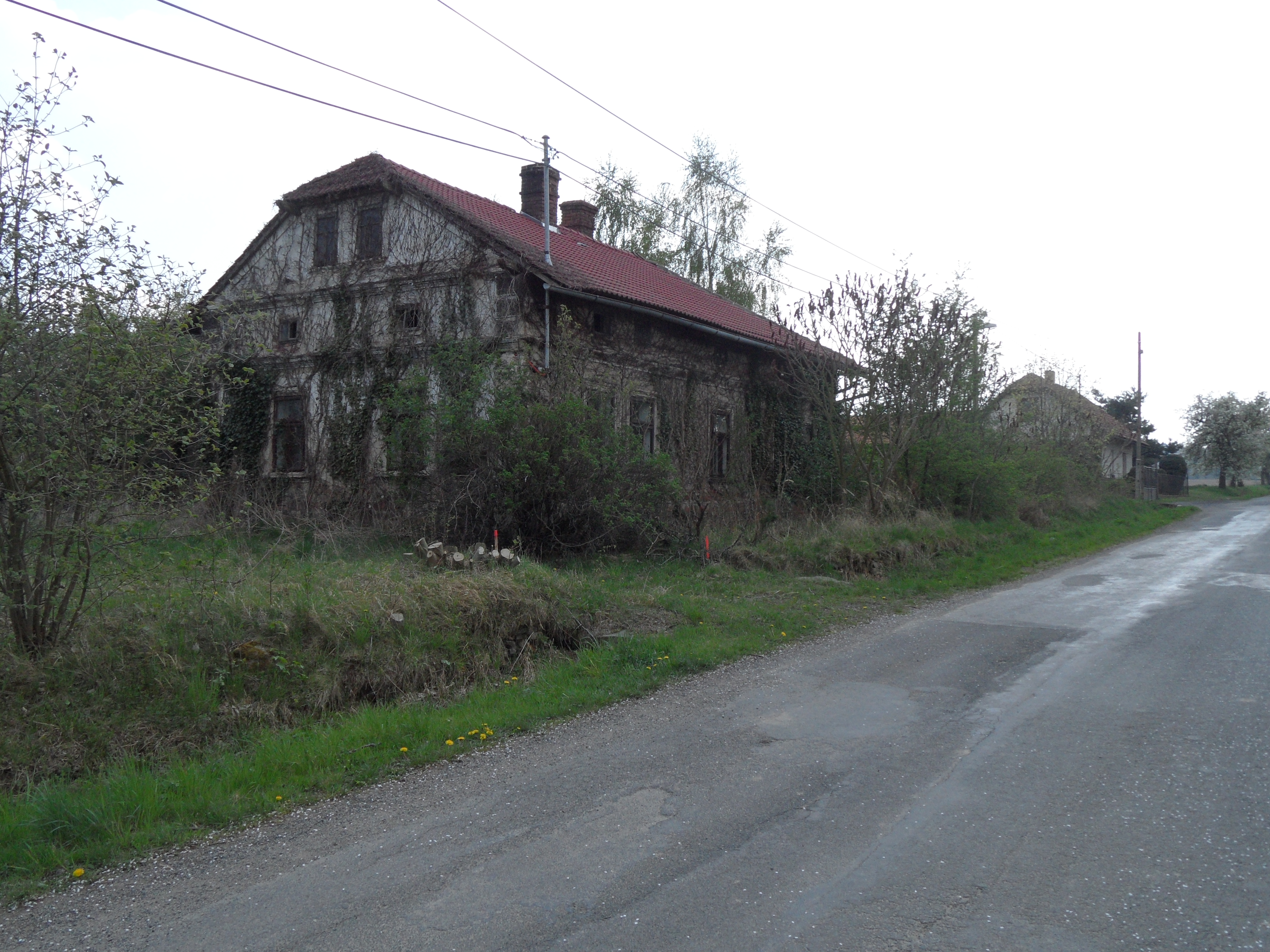
Domy u silnice Hájek–Úmonín
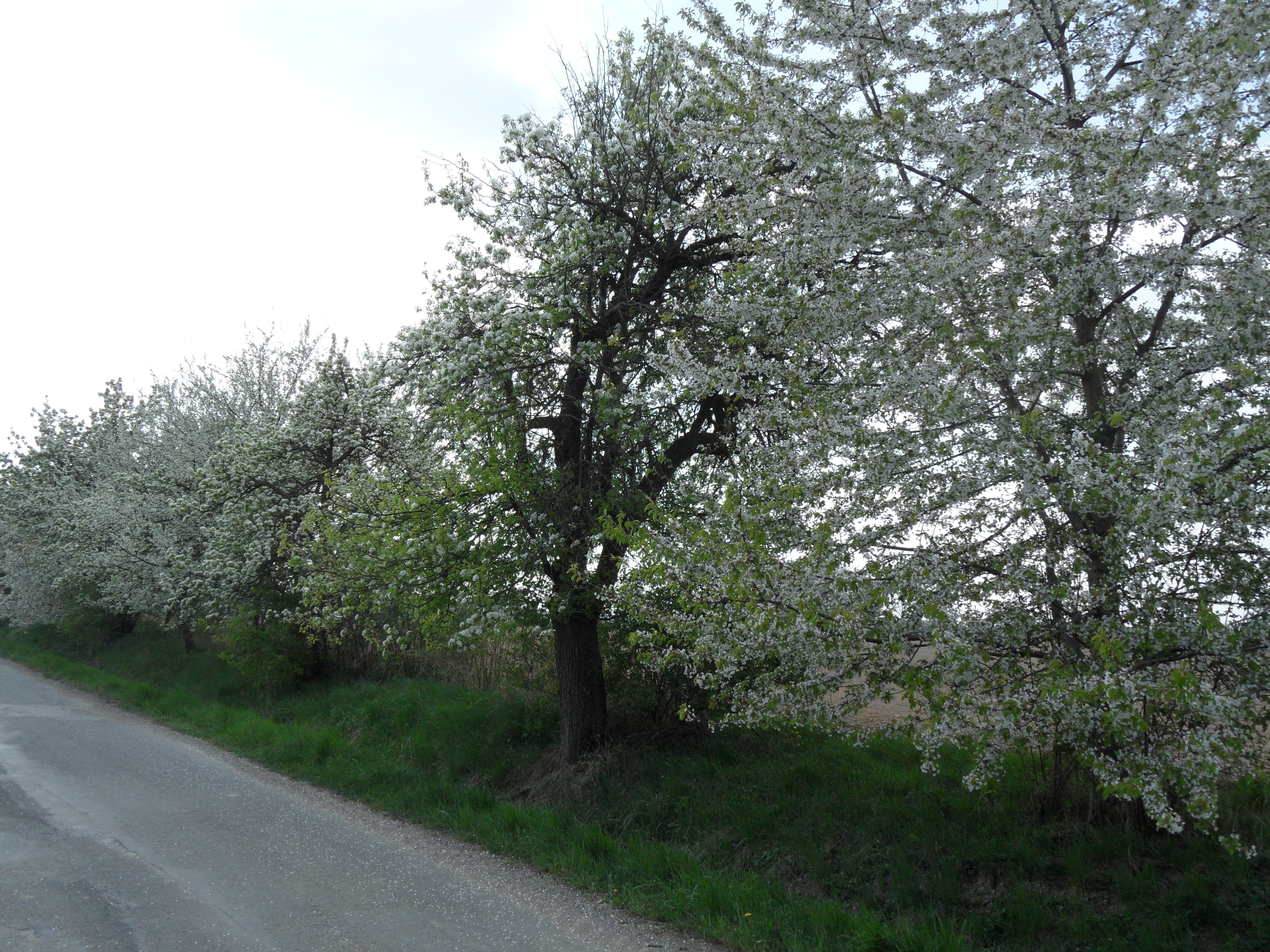
Rozkvetlá alej ve vsi
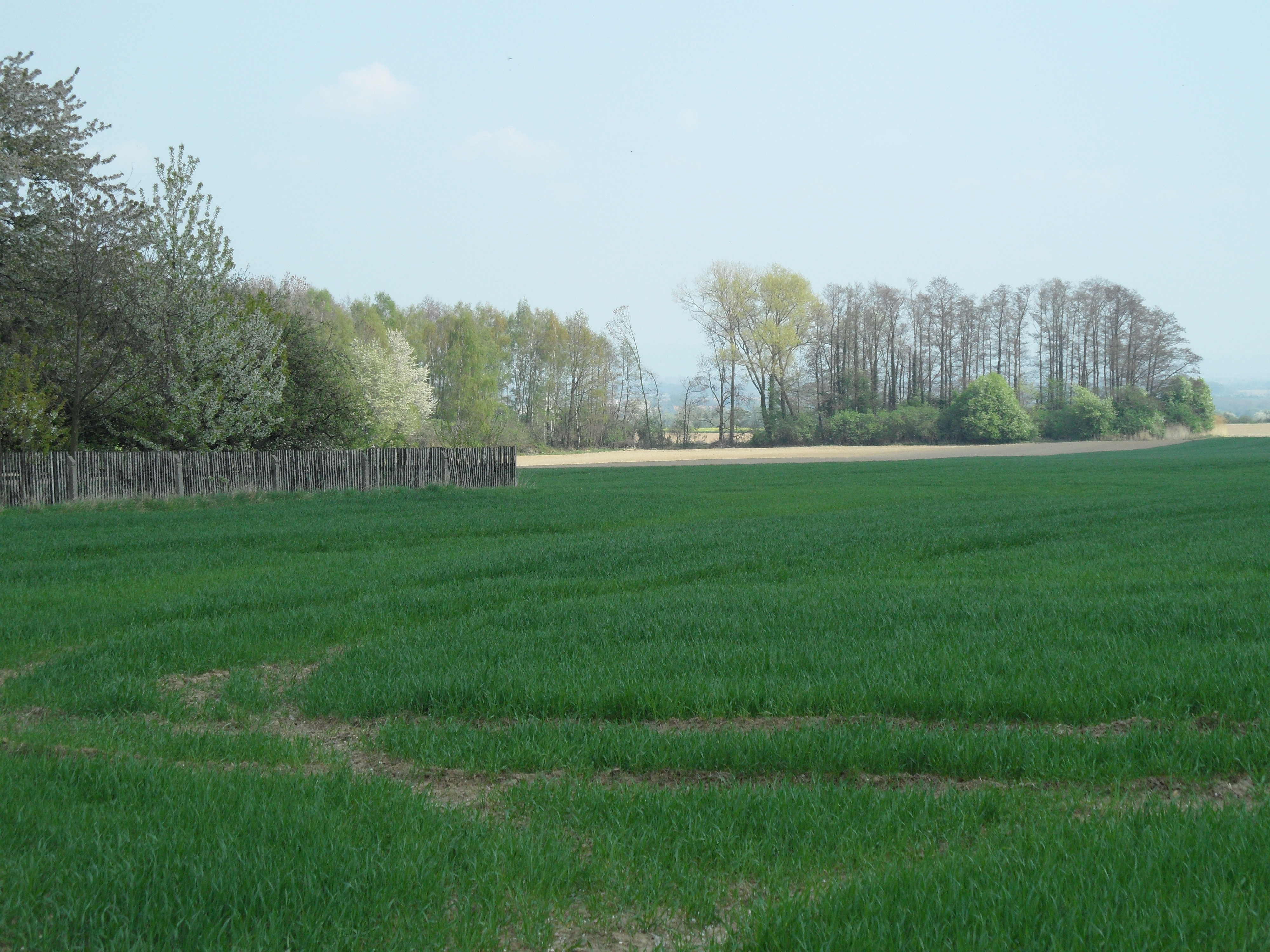
Pohled z vesnice k Čáslavi
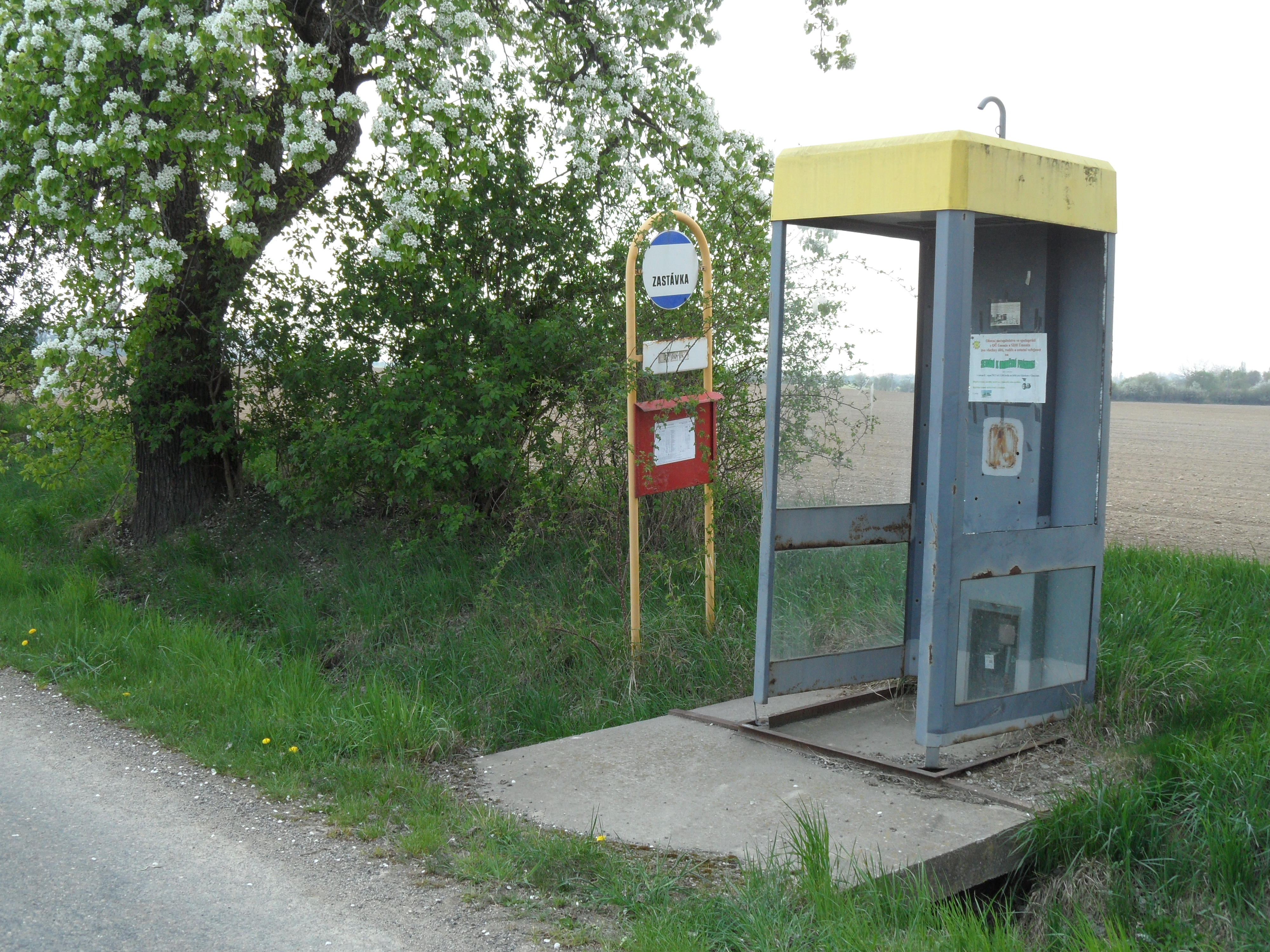
Neobvyklá autobusová zastávka